# Gamma 2
| Recensione                       | Giudizio |
| -------------------------------- | -------- |
| AllMusic                         | [ 1 ]    |
| Collector's Guide to Heavy Metal | [ 2 ]    |

Gamma 2 è il secondo album del gruppo musicale statunitense dei Gamma, pubblicato nel 1980.

## Tracce
Testi e musiche di Ronnie Montrose e Davey Pattison, tranne dove indicato.
1. Mean Streak – 4:50 (Montrose, Pattison, Jim Alcivar)
2. Four Horsemen – 4:48
3. Dirty City – 4:04
4. Voyager – 5:23
5. Something in the Air – 3:17 (John "Speedy" Keen)
6. Cat on a Leash – 4:03 (Montrose, Jerry Stahl)
7. Skin and Bone – 4:48 (Montrose, Stahl)
8. Mayday – 5:37 (Montrose, Alcivar)

## Formazione
Gruppo
- Davey Pattison - voce
- Ronnie Montrose - chitarra
- Jim Alcivar - tastiere
- Glenn Letsch - basso
- Denny Carmassi - batteria

Altri musicisti
- Genya Ravan - cori (traccia 3)

Produzione
- Gary Lyons - produzione, missaggio
- Ken Kessie, Peter Thea, Wayne Lewis - assistenza in studio
- George Marino - mastering